# Río Guanare
El río Guanare es un río de Venezuela que forma parte de la cuenca del Orinoco. Nace a una altitud de 1600 m s. n. m. (metros sobre el nivel del mar) sobre la ladera sur del cerro Gordo, en el estado Lara.

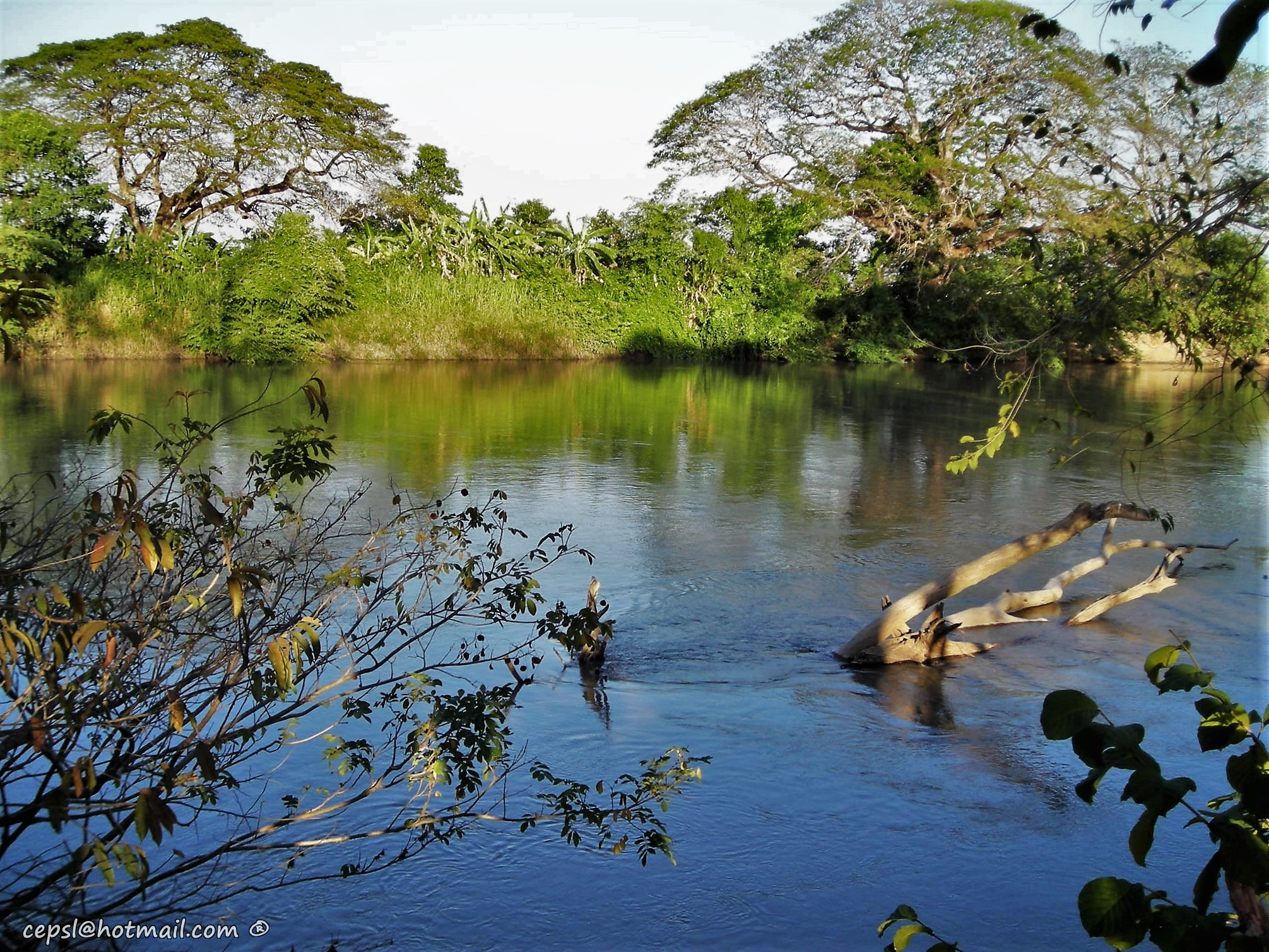
Cauce del río Guanare a su paso por Guanarito

Sobre sus orillas se encuentra emplazada la localidad de Guanare, a 183 m s. n. m., en el piedemonte andino-llanero, concretamente en la divisoria de aguas de los ríos Portuguesa y Guanare; en ella se asienta la gobernación del estado de Portuguesa.  Su recorrido atraviesa los estados Lara, Trujillo, Portuguesa, Barinas y Apure, contribuyendo al sistema hidrográfico de los llanos venezolanos. Finalmente desemboca en el río Apure.

## Afluentes
La mayoría de los afluentes del río Guanare provienen de su margen derecha. Entre sus afluentes se encuentra el río Chabasquén que nace en la Sierra de Portuguesa,  y chabasquensito, la cual forma parte del sistema de la Cordillera de los Andes. Posteriormente, los ríos Tucupido, Saguás y Biscucuicito le aportan su caudal.